# Anderson River (Fraser River)
Der Anderson River ist ein 40 km langer linker Nebenfluss des Fraser River im Süden der kanadischen Provinz British Columbia.
Der Fluss ist vermutlich nach Alexander Caulfield Anderson, einem Pelzhändler, Entdecker und Zivilbeamten der Hudson’s Bay Company, benannt, der die Region zwischen 1847 und 1848 bereiste.

## Verlauf
Der Anderson River entspringt 10 km westlich vom Coquihalla-Pass in der Nördlichen Kaskadenkette auf einer Höhe von 1400 m. Er fließt anfangs ein kurzes Stück in westlicher Richtung, bevor er sich nach Norden wendet. 10 km oberhalb der Mündung trifft der East Anderson River von rechts auf den Fluss. Dieser erreicht schließlich 2 km südlich der Siedlung Boston Bar den Fraser River. Der British Columbia Highway 1 (Trans-Canada Highway) sowie die Bahnlinie der Canadian National Railway überqueren den Anderson River unmittelbar oberhalb dessen Mündung. Diese liegt im Fraser Canyon, einer etwa 270 km langen vom Fraser River durchflossenen Schlucht. Das Einzugsgebiet des Anderson River umfasst 492 km².